# Марван Ель-Амраві
Марван Ель-Амраві (14 квітня 1995) — єгипетський плавець.
Учасник Олімпійських Ігор 2016 року.